# ۱۲۹۹ (میلادی)
۱۲۹۹ (میلادی) هزار و دویست و نود و نهمین سال تقویم میلادی است.

## مناسبت‌ها
بوجود آمدن حکومت ۶۰۰ ساله عثمانی

## درگذشتگان
‎